# Gare de Versailles-Chantiers
Gare de Versailles-Chantiers vasútállomás és RER állomás Franciaországban, Versailles településen.

## Vasútvonalak
Az állomást az alábbi vasútvonalak érintik:
- Párizs–Brest-vasútvonal
- Grande Ceinture line

## Kapcsolódó állomások
A vasútállomáshoz az alábbi állomások vannak a legközelebb:
- Gare de Saint-Cyr (Gare de Saint-Quentin-en-Yvelines - Montigny-le-Bretonneux, RER C)
- Gare de Viroflay-Rive-Gauche (Gare de Saint-Martin-d'Étampes, Gare de Dourdan - La Forêt, RER C)
- Gare de Massy - Palaiseau
- Gare de Petit Jouy - Les Loges (Gare de Massy - Palaiseau, Line V)
- Gare de Viroflay-Rive-Gauche (Paris Gare Montparnasse, Transilien N)
- Gare de Saint-Cyr (Gare de Rambouillet, Gare de Dreux, Gare de Mantes-la-Jolie, Transilien N)
- Gare de Chaville-Rive-Droite (Gare de la Défense, Transilien U)
- Gare de Saint-Cyr (Gare de La Verrière, Transilien U)
- Gare de Dreux
- Gare de Saint-Cyr (Gare de Brest, Párizs–Brest-vasútvonal)

## Lásd még
- Franciaország vasútállomásainak listája
- A RER állomásainak listája